# Bremraapwortelvlieg
De bremraapwortelvlieg (Chyliza extenuata) is een vliegensoort uit de familie van de wortelvliegen (Psilidae). De wetenschappelijke naam van de soort is voor het eerst geldig gepubliceerd in 1790 door Rossi.